# HD 193002
HD 193002，又名CP-55 9365，SAO 246535、HR 7758，是一颗恒星，视星等为6.27，位于銀經342.99，銀緯-34.54，其B1900.0坐标为赤經20h 12m 45.6s，赤緯-55° -34.54′ 45″。